# Geneta d'Etiòpia
La geneta d'Etiòpia (Genetta abyssinica) és un mamífer de l'ordre Carnivora, relacionat amb les civetes i els linsangs. És una de les catorze espècies de geneta del gènere Genetta, que es troben a l'Àfrica, Europa i parts de l'Orient Pròxim. La geneta d'Etiòpia viu a Etiòpia, Eritrea, Somàlia, el Sudan i Djibouti, i habita erms, praderies i àrees subdesèrtiques.